# Takamine Jōkichi
Takamine Jōkichi (高峰 譲吉?; Takaoka, 3 novembre 1854 – New York, 22 luglio 1922) è stato un chimico giapponese, noto per aver isolato e purificato l'adrenalina e isolato il takadiastase.

## Primi anni di vita ed educazione
Takamine nacque a Takaoka, Prefettura di Toyama, nel novembre 1854. Suo padre era un medico; sua madre un membro di una famiglia di produttori di sakè. Trascorse la sua infanzia a Kanazawa, capitale dell'attuale Prefettura di Ishikawa nel centro di Honshū. Imparò l'inglese da bambino da una famiglia olandese a Nagasaki e quindi parlava sempre inglese con un accento olandese. Fu educato a Osaka, Kyoto e Tokyo, laureandosi all'Università Imperiale di Tokio nel 1879. Fece un lavoro post -laurea presso l'Università di Glasgow e l'Università di Anderson in Scozia fino al 1883.

## Carriera

### Giappone
Nel 1883 Takamine tornò in Giappone e si unì alla divisione di chimica presso il nuovo Ministero dell'agricoltura, delle foreste e della pesca fino al 1887. Fondò poi l'Azienda di Fertilizzanti artificiali di Tokyo, dove in seguito isolò l'enzima takadiastase, un enzima che catalizza la scomposizione dell'amido. Takamine sviluppò la sua diastase dal koji, un fungo usato nella produzione di salsa di soia e miso. Il suo nome latino è Aspergillus oryzae ed è un "fungo nazionale designato" (kokkin) in Giappone.

### Stati Uniti

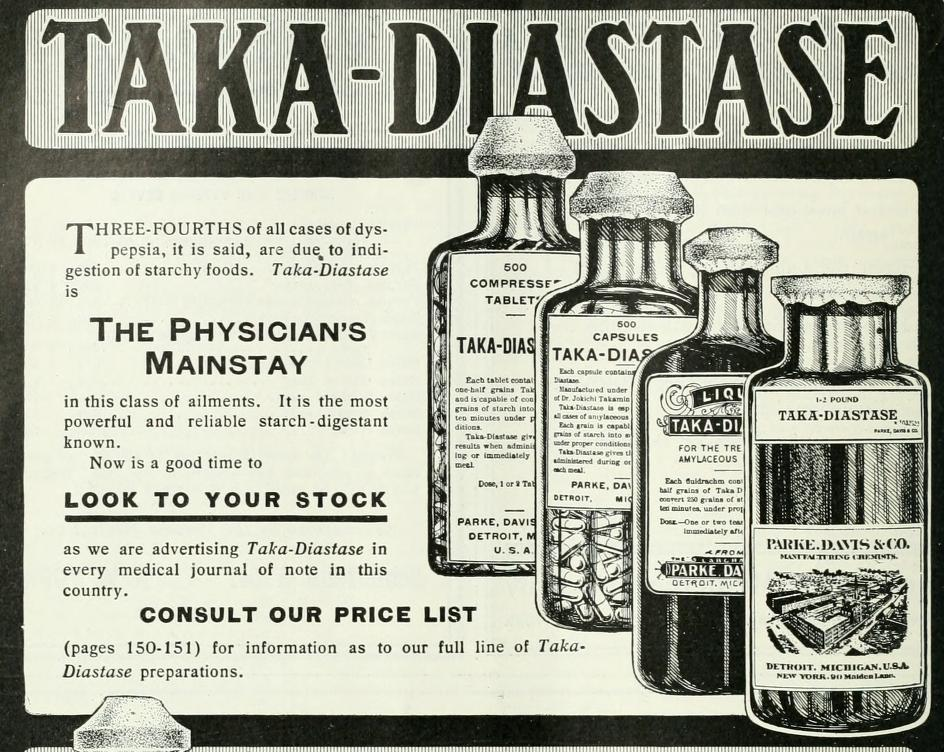
Pubblicità del Taka-diastase nel 1905

Nel 1884 Takamine andò come co-commissario dell'Esposizione Mondiale del Centenario del Cotone a New Orleans, dove incontrò Lafcadio Hearn e la 18enne Caroline Field Hitch, la sua futura moglie. Nel 1885 divenne il capo temporaneo dell'Ufficio Brevetti Giapponese e contribuì a gettare le basi dell'amministrazione dei brevetti. Fondò la sua Compagnia di Fertilizzanti Artificiali di Tokyo, importando grandi quantità di fosfato da Charleston, nella Carolina del Sud. Nel 1890 emigrò con sua moglie e due figli a Chicago.6
Istituì il suo laboratorio di ricerca a New York City, ma concesse in licenza i diritti di produzione esclusivi per il Takadiastase in una delle più grandi società farmaceutiche statunitensi, la Parke-Davis. Questa si rivelò una mossa accorta quando diventò milionario in un tempo relativamente breve e all'inizio del XX secolo fu valutato un valore di 30 milioni di dollari.
Nel 1894 Takamine richiese e gli fu concesso un brevetto statunitense intitolato "Processo di Preparazione di Enzimi Diastatici" (Brevetto n. 525.823), il primo brevetto su un enzima microbico negli Stati Uniti.
Nel 1901 isolò e purificò l'ormone adrenalina, che divenne il primo broncodilatatore efficace per l'asma, dalle ghiandole animali, diventando il primo a raggiungere questo obiettivo per un ormone ghiandolare.
Nel 1904 l'Imperatore del Giappone Meiji onorò Takamine con un dono insolito. Nel contesto della Fiera mondiale di St. Louis (Esposizione internazionale della Luisiana), il governo giapponese aveva replicato una struttura storica giapponese, il "Palazzo di pino e acero" (Shofu-den), modellato sul palazzo di coronazione imperiale di Kyoto di 1.300 anni fa. Questa struttura fu data al Dr. Takamine in segno di gratitudine dei suoi sforzi per ulteriori relazioni amichevoli tra Giappone e Stati Uniti. Trasportò la struttura in sezioni dal Missouri nella sua casa estiva nello stato di New York, settantacinque miglia a nord di New York City. Nel 1909 la struttura fungeva da casa per gli ospiti per il principe Kuni Kuniyoshi e la principessa Kuni del Giappone, che stavano visitando la zona. Sebbene la proprietà fosse venduta nel 1922, la struttura ricostruita rimase nel suo contesto di quiete e tranquillità. Nel 2008, continua ancora a essere una delle attrazioni turistiche sottovalutate della contea di Sullivan di New York.
Nel 1905 Takamine fondò il Club Nipponico, che fu per molti anni situato nella 161 West 93rd Street a Manhattan.
Takamine ha dedicato la sua vita al mantenimento dell'amicizia tra Stati Uniti e Giappone.
Nel 1912 al sindaco di Tokyo (Yukio Ozaki) e Jōkichi Takamine furono regalati alberi di fiori di ciliegio, che furono piantati nel Parco del Potomac Occidentale che circondava il Tidal Basin a Washington.
Una foto del 1915 presenta Jōkichi Takamine come ospite per un banchetto in onore del diplomatico giapponese in visita Barone Eiichi Shibusawa. Questa illustrazione è legata al coinvolgimento di Jōkichi Takamine nel donazione degli alberi di Fiore Di Ciliegio a Washington, nel 1912, che si è evoluto nella Festa Nazionale Della Fioritura dei Ciliegi che è celebrata ogni anno.

## Vita privata

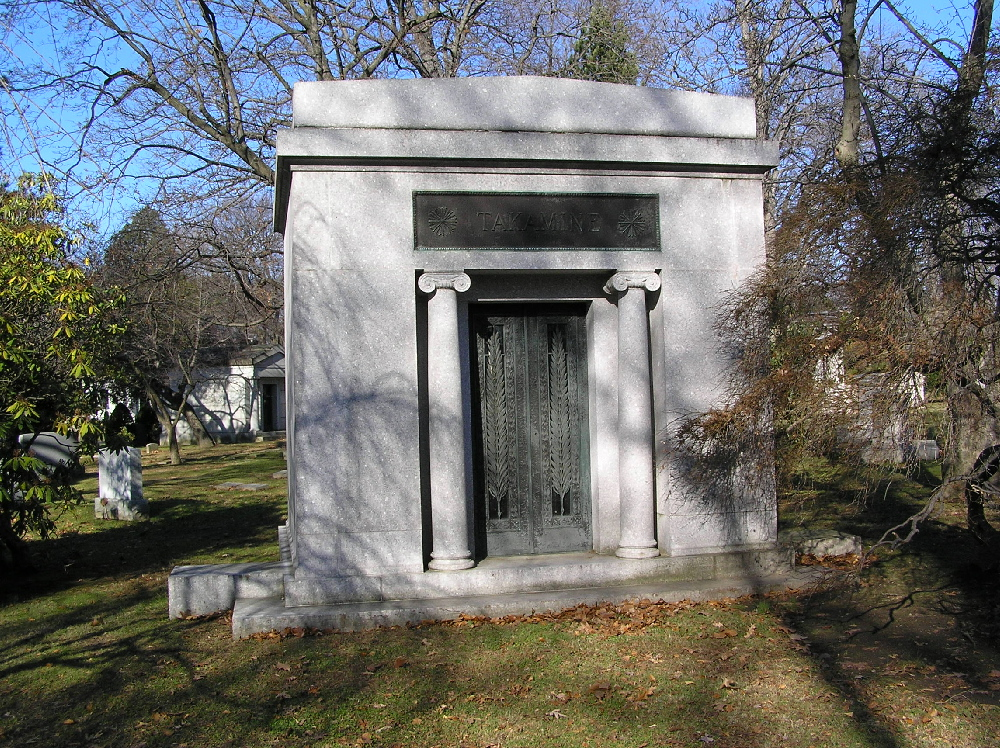
Il mausoleo di Jōkichi Takamine nel cimitero di Woodlawn, Bronx, New York City

Il 10 agosto 1887 Takamine viaggiò negli Stati Uniti e sposò Caroline Field Hitch a New Orleans. Ebbero due figli Jōkichi Takamine, nato nel 1888 a Tokyo, in Giappone e Ebenezer Takashi Takamine nato nel 1889. La famiglia emigrò negli Stati Uniti arrivando a Chicago nel dicembre 1890. Fu per l'influenza di lei che si convertì al cattolicesimo. Secondo i registri storici, manterrà questa fede per tutta la vita.

## Premi e riconoscimenti
- Nel 1899 Takamine ricevette un dottorato onorario in ingegneria da quello che oggi è l'Università di Tokyo.[6]
- Il 18 aprile 1985 l'Ufficio Brevetti Giapponese lo selezionò come uno di Dieci Grandi Inventori Giapponesi.[20]

## Nella cultura popolare
A partire dal 2011 sono stati realizzati due film da Toru Ichikawa sulla vita di Takamine. Nel film del 2010 Sakura, Sakura (さくら、さくら 〜サムライ化学者・高峰譲吉の生涯〜) Takamine è stato interpretato da Masaya Kato. Un sequel intitolato Takamine, sempre diretto da Ichikawa e con Hatsunori Hasegawa, è uscito nel 2011.
A partire dal 2009 si poteva ancora vedere la casa di Takamine a Kanazawa. È stato trasferita vicino ai terreni del Castello di Kanazawa nel 2001.